# روئآ
در اساطیر تاهیتی و جزایر انجمن، روئآ 
(به تاهیتیایی: Roua) (یا راهوآ یا توبوآ)، ایزد (رب النوع) خالق توآموتو است. او پدر فاتی 
(به تاهیتیایی: Fati)، ایزد ماه و همه ستارگان، از مادرشان تانوئویی
(به تاهیتیایی: Taonoui) است.